# مارك ريتشاردز
مارك ريتشاردز (بالإنجليزية: Marc Richards)‏ (8 يوليو 1982 بولفرهامبتن في المملكة المتحدة - ) هو لاعب كرة قدم بريطاني في مركز الهجوم. شارك مع منتخب إنجلترا تحت 18 سنة لكرة القدم ومنتخب إنجلترا تحت 20 سنة لكرة القدم. أما مع النوادي، فقد لعب مع أولدهام أثلتيك وبلاكبيرن روفرز وبورت فايل وسوانزي سيتي ونادي بارنسلي ونادي تشيسترفيلد ونادي روتشديل ونادي كرو ألكساندرا ونادي نورثامبتون تاون ونادي هاليفاكس تاون.

## وصلات خارجية
- مارك ريتشاردز على موقع قاعدة بيانات كرة القدم.إي يو (الإنجليزية)
- مارك ريتشاردز على موقع Soccerbase.com (لاعب) (الإنجليزية)